# 7 października
7 października jest 280. (w latach przestępnych 281.) dniem w kalendarzu gregoriańskim. Do końca roku pozostaje 85 dni.

## Święta
- Imieniny obchodzą: Amalia, Apulejusz, August, Bachus, Bakchus, Blanka, Justyna, Marceli, Marek, Maria, Mateusz, Rodsław, Rosława, Rościsława, Sergiusz, Stefan i Tekla.
- Brazylia – Dzień Kompozytora
- PRL – Święto Milicji Obywatelskiej i Służby Bezpieczeństwa
- Niemiecka Republika Demokratyczna – Dzień Republiki
- Wspomnienia i święta w Kościele katolickim obchodzą[1][2]:
  - Najświętsza Maryja Panna Różańcowa
  - św. Sergiusz i Bakchus (męczennicy)
  - św. Justyna z Padwy (dziewica, męczennica)
  - św. Marek (papież)
  - bł. Mateusz Carrieri (Giovanni Francesco Carrieri)
  - św. Ernest z Zwiefalten (męczennik)

## Wydarzenia w Polsce
- 1403 – Poświęcono kolegiatę Wniebowzięcia Najświętszej Maryi Panny w Kartuzach.
- 1587 -  Zygmunt III Waza zaprzysiągł pacta conventa w klasztorze Cystersów w Oliwie.
- 1606 – Zawarto umowę pod Janowcem kończącą pierwszą fazę rokoszu Zebrzydowskiego przeciwko królowi Zygmuntowi III Wazie.
- 1620 – II wojna polsko-turecka: podczas chaotycznego odwrotu spod Cecory zginął hetman polny koronny Stanisław Żółkiewski.
- 1656 – Potop szwedzki: wojska polskie pod wodzą króla Jana II Kazimierza odbiły Łęczycę.
- 1660 – IV wojna polsko-rosyjska: zwycięstwo wojsk polsko-tatarskich w bitwie pod Słobodyszczami.
- 1672 – IV wojna polsko-turecka: rozpoczęła się bitwa pod Niemirowem.
- 1812 – Inwazja Napoleona na Rosję: zwycięstwo wojsk polskich w bitwie o Uściług.
- 1879 – Uchwałą Rady Miasta zostało powołane Muzeum Narodowe w Krakowie.
- 1882 – Jan Matejko przekazał powstającemu muzeum na Wawelu swój nowy obraz Hołd pruski.
- 1897 – W Wilnie został założony międzynarodowy żydowski związek robotniczy Bund.
- 1905 – W Krakowie zainaugurował działalność kabaret literacki Zielony Balonik.
- 1912 – W Warszawie otwarto Dom Sierot założony przez Janusza Korczaka.
- 1918 – Rada Regencyjna ogłosiła niepodległość Polski.
- 1920 – Konflikt polsko-litewski: w Suwałkach została zawarta polsko-litewska umowa wojskowa, dotycząca porozumienia w sprawie zawieszenia broni i ustalenia linii demarkacyjnej na Suwalszczyźnie.
- 1926 – Rada Miejska Gdyni podjęła uchwałę o budowie w mieście przemysłu stoczniowego.
- 1941 – Na poligonie wojskowym pod Nowymi Święcianami członkowie litewskiej formacji kolaboracyjnej Ypatingasis būrys zamordowali ponad 3,7 tys. Żydów ze Święcian i okolic.
- 1942 – W nocy z 7 na 8 października Armia Krajowa przeprowadziła akcję „Wieniec”, polegającą na wysadzeniu w powietrze linii kolejowych wokół Warszawy.
- 1944:
  - Utworzono Milicję Obywatelską i Państwowy Urząd Repatriacyjny.
  - W obozie Auschwitz-Birkenau wybuchł największy w jego historii bunt (powstanie Sonderkommando w KL Auschwitz II-Birkenau), w czasie którego zginęło 451 więźniów.
- 1945:
  - Ukazało się pierwsze wydanie dziennika „Kurier Szczeciński”.
  - Założono klub piłkarski Promień Żary.
- 1959 – Na terenie warszawskiego kościoła św. Augustyna doszło do tzw. cudu na Nowolipkach.
- 1970:
  - Rozpoczął się VIII Międzynarodowy Konkurs Pianistyczny im. Fryderyka Chopina.
  - Ze Stacji Sondażu Rakietowego w Łebie wystrzelono dwie rakiety badawcze Meteor 2K.
- 1973 – W warszawskim kościele oo. jezuitów na Starym Mieście prymas kardynał Stefan Wyszyński dokonał koronacji obrazu Matki Bożej Łaskawej.
- 1975 – Rozpoczął się IX Międzynarodowy Konkurs Pianistyczny im. Fryderyka Chopina.
- 1976 – Szwedzka grupa ABBA przybyła jedyny raz do Polski na nagranie występu dla programu telewizyjnego Studio 2.
- 1980 – Premiera filmu obyczajowego Rekord świata w reżyserii Filipa Bajona.
- 1991 – W wypadku samochodowym w Słostowicach koło Radomska zginął prezes NIK Walerian Pańko i 2 inne osoby.
- 1994 – W wypadku samochodowym w Krzeczowie koło Rabki-Zdroju zginęło 4 posłów na Sejm RP i pracownik Kancelarii Sejmu.
- 1999 – Sejm RP przyjął Ustawę o języku polskim.
- 2005 – Premiera filmu Komornik w reżyserii Feliksa Falka.
- 2008 – W Warszawie rozpoczęto budowę Stadionu Narodowego.
- 2009 – Wmurowano kamień węgielny pod budowę Stadionu Narodowego w Warszawie.
- 2013 – Prezydent RP Bronisław Komorowski odsłonił Pomnik Cichociemnych Spadochroniarzy w Warszawie.
- 2014 – Były oficer śledczy UB, Tadeusz Żelazowski został sądownie uznany winnym zbrodni komunistycznej będącej zbrodnią przeciwko ludzkości.
- 2017 – W intencji pokoju na świecie wzdłuż granic kraju modliły się setki tysięcy wiernych w ramach akcji „Różaniec do Granic”[3].

## Wydarzenia na świecie

Bitwa pod Lepanto (1571)

- 3761 p.n.e. – Postulowany początek rachuby kalendarza żydowskiego.
- 336 – Po śmierci papieża Marka rozpoczął się 4-miesięczny okres sediswakancji.
- 1334 – W bitwie pod Taphede książę Gerard z Holsztynu pokonał i wziął do niewoli Ottona, syna byłego króla Danii Krzysztofa II, umacniając tym samym swoją faktyczną władzę w czasie bezkrólewia.
- 1506 – Bolonia znalazła się ponownie pod władzą papieży.
- 1513 – IV wojna włoska: zwycięstwo wojsk hiszpańskich nad weneckimi w bitwie pod Schio.
- 1542 – Juan Rodriguez Cabrillo odkrył wyspę Catalina u wybrzeży Kalifornii.
- 1548 – Przyszły książę elektor Saksonii August Wettyn poślubił w Torgau księżniczkę duńską i norweską Annę Oldenburg.
- 1571 – Flota Świętej Ligi pod dowództwem księcia Juana de Austrii pokonała pod Lepanto flotę turecką w jednej z najkrwawszych bitew morskich w dziejach świata.
- 1581 – Karol II Grimaldi został seniorem Monako.
- 1582 – Ze względu na wprowadzenie kalendarza gregoriańskiego w dniu 4 października, dat od 5 października do 14 października nie było we Francji, Hiszpanii, Italii, Portugalii i Rzeczypospolitej Obojga Narodów.
- 1677 – Wojna Francji z koalicją hiszpańsko-austriacko-lotaryńską: zwycięstwo wojsk francuskich w bitwie pod Kochersbergiem.
- 1683 – V wojna polsko-turecka: rozpoczęła się bitwa pod Parkanami.
- 1691 – Została utworzona prowincja Massachusetts Bay.
- 1710 – III wojna północna: zwycięstwo floty szwedzkiej nad duńską w bitwie w zatoce Køge.
- 1763 – Została ogłoszona proklamacja królewska Jerzego III Hanowerskiego, na mocy której ustanowiono nowe granice Quebecu i zagwarantowano jego mieszkańcom wolność religijną oraz utworzono w dolinie Ohio i nad Wielkimi Jeziorami Terytorium Indiańskie(inne języki).
- 1769 – 127 lat po przegonionym przez tubylców podczas próby zejścia na ląd Abelu Tasmanie, James Cook odkrył ponownie Nową Zelandię.
- 1776 – Następca rosyjskiego tronu książę Paweł poślubił księżniczkę wirtemberską Zofię Dorotę.
- 1780 – Wojna o niepodległość Stanów Zjednoczonych: zwycięstwo Amerykanów w bitwie pod Kings Mountain.
- 1793 – W Reims komisarz Philippe Rühl dokonał publicznego zniszczenia ampułki ze świętym olejem, używanym podczas koronacji królów Francji.
- 1826 – Rosja i Imperium Osmańskie podpisały konwencję akermańską nadającą autonomię Serbii, Wołoszczyźnie i Mołdawii.
- 1840 – Wilhelm II został królem Holandii i wielkim księciem Luksemburga.
- 1852 – Zawarto konkordat między Gwatemalą i Stolicą Apostolską.
- 1870:
  - Barghasz ibn Sa’id został sułtanem Zanzibaru.
  - Wojna francusko-pruska: minister spraw wewnętrznych Léon Gambetta wydostał się balonem z oblężonego przez wojska pruskie Paryża; zwycięstwo wojsk pruskich w bitwie pod Bellevue.
- 1879 – W Wiedniu Austro-Węgry i Niemcy zawarły tzw. Dwuprzymierze.
- 1883 – Oddano do użytku pałac Peleș w miejscowości Sinaia, byłą letnią rezydencję królów Rumunii.
- 1886 – Hiszpania zniosła niewolnictwo na Kubie.
- 1909 – W Wiedniu odbyła się premiera operetki Dziecko księcia z muzyką Franza Lehára.
- 1910:
  - Od 29 do 42 osób zginęło w wyniku pożaru, który strawił obszar ok. 1200 km² w okolicach miejscowości Baudette i Spooner w północnej części stanu Minnesota i po stronie kanadyjskiej.
  - W Szwajcarii wprowadzono zakaz produkcji i sprzedaży absyntu.
- 1912 – Założono Helsińską Giełdę Papierów Wartościowych.
- 1913 – W fabryce Forda w Highland Park w stanie Illinois rozpoczęto produkcję Modelu T z wykorzystaniem linii montażowej.
- 1916:
  - Mecz Cumberland-Georgia Tech zakończył się rekordowym w historii futbolu amerykańskiego wynikiem 0:222.
  - Otwarto Taronga Zoo w australijskim Sydney.
- 1917 – I wojna światowa: u wybrzeży Holandii zatonął po wejściu na minę niemiecki okręt podwodny SM U-106 wraz z całą, 41-osobową załogą.
- 1919 – Założono holenderskie linie lotnicze KLM.
- 1922 – Antonín Švehla został premierem Czechosłowacji.
- 1933 – Albert Einstein z rodziną wypłynął z Southampton udając się na emigrację do USA.
- 1935:
  - 12 osób zginęło w amerykańskim stanie Wyoming w katastrofie samolotu Boeing 247 linii lotniczych United Airlines.
  - Liga Narodów uznała Włochy za agresora w wojnie z Etiopią.
- 1939 – Utworzono Hiszpańskie Siły Powietrzne (EdA).
- 1940 – Wojska niemieckie wkroczyły do Rumunii w celu przejęcia kontroli nad polami naftowymi i portami.
- 1941:
  - Front wschodni: pod Wiaźmą wojska niemieckie zamknęły w kotle 30 dywizji radzieckich.
  - John Curtin został premierem Australii.
- 1943:
  - Kampania śródziemnomorska: okręt podwodny ORP „Sokół” zatopił u wybrzeży półwyspu Istria niemiecki transportowiec wojska „Eridania”. Był to największy statek zatopiony podczas wojny przez okręty polskiej Marynarki Wojennej.
  - Wojna na Pacyfiku: u wybrzeży wyspy Vella Lavella (Wyspy Salomona) amerykańskie niszczyciele USS „Chevalier” i USS „Selfridge” zatopiły japoński niszczyciel „Yūgumo”, w wyniku czego zginęło 138 osób.
  - Wojna na Pacyfiku: masakra 97 amerykańskich jeńców wojennych na atolu Wake.
  - Wojna na Pacyfiku: na północ od Wysp Kurylskich został zatopiony amerykański okręt podwodny USS S-44 wraz z 56-osobową załogą.
- 1944 – Przedstawiciele Egiptu, Syrii, Libanu, Iraku i Transjordanii podpisali Protokół Aleksandryjski w sprawie utworzenia Ligi Państw Arabskich.
- 1946:
  - W swym pierwszym oficjalnym meczu reprezentacja Albanii w piłce nożnej mężczyzn przegrała w Tiranie z Jugosławią 2:3.
  - Została uchwalona nowa konstytucja Japonii.
- 1949 – Utworzono Niemiecką Republikę Demokratyczną.
- 1950:
  - Chińska Armia Ludowo-Wyzwoleńcza rozpoczęła operację wojskową w Tybecie.
  - Matka Teresa z Kalkuty założyła zgromadzenie zakonne Misjonarek Miłości.
  - Wojna koreańska: wojska ONZ przekroczyły 38. równoleżnik i weszły na terytorium Korei Północnej.
- 1951 – Wysoki komisarz brytyjski w Federacji Malajskiej Henry Gurney został zamordowany przez komunistycznych rebeliantów.
- 1952 – Girard Feissel otrzymał amerykański patent na kod kreskowy.
- 1958 – Prezydent Pakistanu Iskander Mirza rozwiązał parlament i wprowadził w kraju stan wyjątkowy.
- 1959 – Premier Iraku gen. Abd al-Karim Kasim został ranny, a jego kierowca zginął w zamachu przeprowadzonym w Bagdadzie przez 5 członków partii Baas, wśród których był Saddam Husajn.
- 1960 – Nigeria została członkiem ONZ.
- 1961 – Należący do brytyjskich linii Derby Aviation Douglas C-47B rozbił się o zbocze góry Pic du Canigou we francuskich Pirenejach Wschodnich, w wyniku czego zginęły wszystkie 34 osoby na pokładzie.
- 1963:
  - Dokonano oblotu amerykańskiego odrzutowego samolotu turystycznego Learjet 23.
  - Prezydent USA John F. Kennedy ratyfikował Układ o zakazie prób broni nuklearnej w atmosferze, w przestrzeni kosmicznej i pod wodą (LTBT).
- 1965 – Koło wyspy Guam tajfun Carmen wywrócił 7 japońskich statków rybackich, w wyniku czego zginęło 209 osób.
- 1966 – Na przejeździe w Dorion (obecnie Vaudreuil-Dorion) w kanadyjskiej prowincji Quebec pociąg towarowy uderzył w autobus szkolny, w wyniku czego zginęło 19 osób (18 uczniów i kierowca), a 26 uczniów zostało rannych, spośród których jeden zmarł później w szpitalu.
- 1967 – Bahdżat at-Talhuni został po raz trzeci premierem Jordanii.
- 1970:
  - Gen. Juan José Torres został prezydentem Boliwii.
  - Założono Kongres Młodzieży Tybetańskiej (TYC).
  - Założono pierwszy niemiecki Park Narodowy Lasu Bawarskiego.
- 1971 – Oman został członkiem ONZ.
- 1976 – Hua Guofeng został przewodniczącym Komunistycznej Partii Chin, zastępując Mao Zedonga.
- 1977:
  - Rada Najwyższa uchwaliła nową Konstytucję ZSRR.
  - Ukazał się singel We Are the Champions grupy Queen.
- 1979 – Podczas lądowania w Atenach rozbił się lecący z Zurychu Douglas DC-8 linii Swissair, w wyniku czego zginęło 14, a rannych zostało 10 spośród 154 osób na pokładzie.
- 1982 – Odbyła się broadwayowska premiera musicalu Koty z muzyką Andrew Lloyda Webbera.
- 1985 – Na Morzu Śródziemnym palestyńscy terroryści uprowadzili włoski statek wycieczkowy „Achille Lauro”.
- 1991 – Wojna w Chorwacji: jugosłowiańskie samoloty ostrzelały pałac prezydencki w Zagrzebiu.
- 1992 – Zmarł turecki rolnik Tevfik Esenç, ostatni znany użytkownik języka ubyskiego.
- 1994:
  - Fuad Quliyev został premierem Azerbejdżanu.
  - Ingvar Carlsson został po raz drugi premierem Szwecji.
- 1996 – Wystartowała amerykańska telewizja informacyjna Fox News Channel.
- 2000 – Po abdykacji księcia Jana nowym wielkim księciem Luksemburga został jego syn Henryk.
- 2001 – Rozpoczęła się interwencja wojsk NATO w Afganistanie.
- 2003:
  - Ahmad Kuraj został premierem Autonomii Palestyńskiej.
  - Anerood Jugnauth został prezydentem Mauritiusa.
  - Arnold Schwarzenegger został wybrany na 38. gubernatora stanu Kalifornia.
- 2004:
  - 34 osoby zginęły w wyniku wybuchu serii bomb w egipskim kurorcie Taba na południu półwyspu Synaj.
  - 42 osoby zginęły w wyniku wybuchu samochodu-pułapki podczas sunnickiej procesji w pakistańskim mieście Multan.
  - Abdykował król Kambodży Norodom Sihanouk.
- 2006:
  - Erupcja wulkanu Tavurvur na Nowej Brytanii u wybrzeży Papui-Nowej Gwinei.
  - Stolica Palau została przeniesiona do nowo wybudowanej miejscowości Ngerulmud.
  - W Moskwie została zastrzelona niezależna dziennikarka Anna Politkowska.
- 2008 – Oskarżony o korupcję były prezydent Gwatemali Alfonso Portillo został ekstradytowany z Meksyku do ojczyzny.
- 2011 – Pierre Damien Habumuremyi został premierem Rwandy.
- 2013 – Mulatu Teshome został wybrany przez parlament na urząd prezydenta Etiopii.
- 2019 – Święty Synod Rosyjskiego Kościoła Prawosławnego powołał Arcybiskupstwo Zachodnioeuropejskich Parafii Tradycji Rosyjskiej z siedzibą w Paryżu, z metropolitą dubnińskim Janem (Renneteau) na czele.
- 2021:
  - Aziz Achannusz został premierem Maroka.
  - Otwarto Europa-Park Stadion w niemieckim Fryburgu Bryzgowijskim, na którym mecze rozgrywa drużyna piłkarska SC Freiburg.
- 2023:
  - Bojówkarze Hamasu przeprowadzili serię koordynowanych ataków na Izrael.
  - W trzęsieniu ziemi o magnitudzie 6,3 w skali Richtera w prowincji Herat w Afganistanie zginęły 1482 osoby, a 2100 zostało rannych.

## Eksploracja kosmosui zdarzenia astronomiczne
- 1959 – Radziecka sonda Łuna 3 wykonała pierwsze zdjęcia niewidocznej z Ziemi strony Księżyca.
- 1964 – Odbyła się testowa misja kosmiczna radzieckiego statku Kosmos 47 z dwoma manekinami na pokładzie.
- 1965 – Radziecka sonda Łuna 7 rozbiła się podczas nieudanej próby miękkiego lądowania na Księżycu.
- 1988 – Zakrycie Wenus przez Księżyc.
- 2002 – Rozpoczęła się misja STS-112 wahadłowca Atlantis.
- 2008 – Nad Sudanem spłonęła w atmosferze 2-metrowa planetoida 2008 TC3, pierwsza odkryta przed kolizją z Ziemią.

## Urodzili się
- 1301 – Aleksander I, wielki książę twerski i włodzimierski (zm. 1339)
- 1409 – Elżbieta Luksemburska, królowa niemiecka, czeska i węgierska (zm. 1442)
- 1471 – Fryderyk I Oldenburg, król Danii i Norwegii (zm. 1533)
- 1474 –  Bernard III, margrabia Baden-Baden (zm. 1536)
- 1488 – Baccio Bandinelli, włoski rzeźbiarz (zm. 1560)
- 1515 – Edward, infant portugalski (zm. 1540)
- 1567 – (data chrztu) John Marston, angielski poeta, dramaturg (zm. 1634)
- 1573 – William Laud, angielski duchowny anglikański, arcybiskup Canterbury (zm. 1645)
- 1589 – Maria Magdalena Habsburg, wielka księżna Toskanii (zm. 1631)
- 1591 – Pierre Le Muet, francuski architekt (zm. 1669)
- 1635 – Roger de Piles, francuski pisarz, teoretyk sztuki, malarz (zm. 1709)
- 1655 – Caspar Castner, niemiecki jezuita, misjonarz, matematyk, kartograf (zm. 1709)
- 1672 – Ernest Ludwik I, książę Saksonii-Meiningen (zm. 1724)
- 1674 – Leopold, książę Danii, Szlezwiku i Holsztynu, hrabia Oldenburga, Delmenhorstu, Sonderburga i Wiesenburga (zm. 1744)
- 1685 – Willem I van Citters, holenderski polityk (zm. 1758)
- 1697 – Giovanni Antonio Canal, włoski malarz (zm. 1768)
- 1698 – Michał Ignacy Kunicki, polski duchowny katolicki, biskup sufragan krakowski (zm. 1751)
- 1703 – Fryderyk, książę badeński (zm. 1732)
- 1724 – August Franz Essen, saski dyplomata (zm. 1792)
- 1727 – William Samuel Johnson, amerykański prawnik, polityk, senator (zm. 1819)
- 1728 – Caesar Rodney, amerykański prawnik, polityk, gubernator Delaware (zm. 1784)
- 1734 – Ralph Abercromby, brytyjski arystokrata, generał porucznik, polityk (zm. 1801)
- 1737 – Maria Burbon, księżna Monako (zm. 1813)
- 1746 – William Billings, amerykański kompozytor (zm. 1800)
- 1748 – Karol XIII, król Szwecji i Norwegii (zm. 1818)
- 1750 – (lub 8 października) Adam Afzelius, szwedzki botanik (zm. 1837)
- 1786 – Louis-Joseph Papineau, kanadyjski prawnik, polityk, przywódca rebelii w Dolnej Kanadzie (zm. 1871)
- 1794 – Wilhelm Müller, niemiecki poeta (zm. 1827)
- 1797 – Bruno Kiciński, polski hrabia, dziennikarz, poeta, tłumacz, wydawca (zm. 1844)
- 1803 – Jakub Chastan, francuski duchowny katolicki, misjonarz, męczennik, święty (zm. 1839)
- 1805 – Wincenty Norblin, polski przemysłowiec, filantrop (zm. 1872)
- 1807 – Nils von Schoultz, fiński wojskowy (zm. 1838)
- 1809 – Johann Heinrich Blasius, niemiecki zoolog, ornitolog (zm. 1870)
- 1815 – Seweryn Zenon Sierpiński, polski pisarz, regionalista (zm. 1843)
- 1816 – Józef Marek Stadnicki, polski ziemianin, działacz niepodległościowy, zesłaniec (zm. 1893)
- 1820 – Edgar Bauer, niemiecki filozof (zm. 1886)
- 1822 – Maksymilian Sosnowski, polski nauczyciel, bibliotekarz, poeta (zm. 1901)
- 1828:
  - Miksa Falk, węgierski dziennikarz, polityk pochodzenia żydowskiego (zm. 1908)
  - Abby Maria Hemenway, amerykańska nauczycielka, historyk, wydawczyni, poetka (zm. 1890)
- 1835 – Felix Draeseke, niemiecki kompozytor (zm. 1913)
- 1838 – Fetter Schrier Hoblitzell, amerykański prawnik, polityk (zm. 1900)
- 1840 – Bronisław Taczanowski, polski otiatra, psychiatra (zm. 1912)
- 1841 – Frank Thomas Shaw, amerykański polityk (zm. 1923)
- 1842 – Józef Kołączkowski, polski lekarz (zm. 1925)
- 1845 – Otto March, niemiecki architekt (zm. 1913)
- 1847 – Emil Holub, czeski podróżnik, kartograf, etnograf, badacz Afryki (zm. 1902)
- 1849 – James Whitcomb Riley, amerykański poeta (zm. 1916)
- 1854 – Christiaan Rudolf de Wet, burski generał, polityk, tymczasowy prezydent Wolnego Państwa Orania (zm. 1922)
- 1856:
  - John White Alexander, amerykański malarz, ilustrator (zm. 1915)
  - Edward Jones, amerykański dziennikarz, statystyk (zm. 1920)
  - Józef Kruźlewski, polski generał brygady (zm. 1937)
- 1858 – Edward Lechowicz, polski prawnik, urzędnik państwowy (zm. 1938)
- 1866 – Włodzimierz Ledóchowski, polski jezuita, generał zakonu (zm. 1942)
- 1867:
  - Domenico Jorio, włoski kardynał, wysoki urzędnik Kurii Rzymskiej (zm. 1954)
  - Nikołaj Łochwicki, rosyjski generał porucznik (zm. 1933)
- 1868 – Fred Hovey, amerykański tenisista (zm. 1945)
- 1869:
  - Grigorij Diadczenko, ukraiński malarz (zm. 1921)
  - Pranas Eidukevičius, litewski polityk, rewolucjonista (zm. 1926)
  - Sergiusz Romanow, rosyjski wielki książę (zm. 1918)
- 1871 – Donatien de Bruyne, francuski benedyktyn, biblista, teolog (zm. 1935)
- 1872:
  - Teodor Łapiński, polski psychiatra (zm. 1954)
  - Gerhard Schulze-Pillot, niemiecki specjalista budowy maszyn (zm. 1945)
- 1873:
  - Jewgienij Gierasimow, rosyjski generał major, emigracyjny działacz kozacki (zm. 1949)
  - Marian Jednowski, polski aktor (zm. 1932)
- 1874:
  - Adolf Sieverts, niemiecki chemik, wykładowca akademicki (zm. 1947)
  - Jeanne Weber, francuska seryjna morderczyni (zm. 1910)
- 1875 – William Williamson, amerykański polityk (zm. 1972)
- 1876 – Edward Gustaw Steffen, polski psychiatra (zm. 1945)
- 1877:
  - Eugeniusz Kiernik, polski zoolog, paleontolog, profesor anatomii weterynaryjne (zm. 1921)
  - Eufrazja od Najświętszego Serca Jezusa, hinduska zakonnica, święta (zm. 1952)
- 1878 – Adolf Kamiński, polski taternik, pedagog (zm. 1951)
- 1879 – Joe Hill, amerykański pieśniarz, poeta, dramaturg, związkowiec pochodzenia szwedzkiego (zm. 1915)
- 1880 – Conrad Albrecht, niemiecki admirał (zm. 1969)
- 1883 – Karol Radoński, polski duchowny katolicki, biskup pomocniczy poznański, biskup włocławski (zm. 1951)
- 1884 – Józef Unrug, polski wiceadmirał (zm. 1973)
- 1885 – Niels Bohr, duński fizyk, laureat Nagrody Nobla (zm. 1962)
- 1886:
  - Kurt Schmitt, niemiecki ekonomista, działacz nazistowski (zm. 1950)
  - Maksymilian Wilimowski, polski lekarz chirurg, doktor medycyny, działacz narodowy (zm. 1951)
- 1887:
  - Eugeniusz Czerwiński, polski architekt (zm. 1930)
  - Bolesław Mierzejewski, polski aktor (zm. 1980)
- 1888 – Henry Wallace, amerykański polityk, wiceprezydent USA (zm. 1965)
- 1889 – Robert Z. Leonard, amerykański reżyser filmowy (zm. 1968)
- 1890 – Ole Berg, norweski generał, polityk (zm. 1968)
- 1891:
  - Jan Korkozowicz, polski oficer, kawaler Orderu Virtuti Militari (zm. 1968)
  - Franciszek Jan Pogonowski, polski inżynier, organizator przemysłu zbrojeniowego (zm. 1976)
- 1892 – Franciszek Bielak, polski historyk literatury (zm. 1973)
- 1893:
  - Kazimierz Kwiatkowski, polski malarz (zm. 1964)
  - Alan Williams, amerykański inżynier, rugbysta (zm. 1984)
- 1894 – Del Lord, amerykański reżyser filmowy (zm. 1970)
- 1895:
  - Roby Manuel, australijski pilot wojskowy, as myśliwski (zm. 1975)
  - Andrzej Solá Molist, hiszpański klaretyn, misjonarz, męczennik, błogosławiony (zm. 1927)
- 1897 – Ruggero Ferrario, włoski kolarz szosowy i torowy (zm. 1976)
- 1899:
  - Antonina Luksemburska, ostatnia księżna koronna Bawarii (zm. 1954)
  - Øystein Ore, norweski matematyk, wykładowca akademicki (zm. 1968)
- 1900:
  - Herbert Butterfield, brytyjski historyk, filozof historii, wykładowca akademicki (zm. 1979)
  - Roger François, francuski sztangista (zm. 1949)
  - Heinrich Himmler, niemiecki polityk, działacz nazistowski, minister spraw wewnętrznych, zbrodniarz wojenny (zm. 1945)
- 1901:
  - Konstanty Graeser-Kalicki, polski działacz komunistyczny, dziennikarz (zm. 1937)
  - Souvanna Phouma, laotański polityk, premier Laosu (zm. 1984)
  - Michaił Rabinowicz, radziecki generał major (zm. 1977)
  - Franz Stark, niemiecki funkcjonariusz i zbrodniarz nazistowski (zm. 1982)
- 1902:
  - Hanna Chrzanowska, polska pielęgniarka, pisarka, pedagog, błogosławiona (zm. 1973)
  - Arild Dahl, norweski zapaśnik (zm. 1984)
  - Aleksander Kowalski, polski porucznik rezerwy piechoty, hokeista (zm. 1940)
  - Roman Królikowski, polski podpułkownik piechoty, dyplomata (zm. 1973)
  - John Snersrud, norweski specjalista kombinacji norweskiej (zm. 1986)
  - Zaharia Stancu, rumuński pisarz, filozof (zm. 1974)
  - Rajmund Marcin Soriano, hiszpański duchowny katolicki, męczennik, błogosławiony (zm. 1936)
  - Zbigniew Wasiutyński, polski inżynier budowy mostów, wykładowca akademicki (zm. 1974)
- 1903 – František Kutnar, czeski historyk, pisarz, wykładowca akademicki (zm. 1983)
- 1904:
  - Armando Castellazzi, włoski piłkarz (zm. 1968)
  - Chuck Klein, amerykański baseballista (zm. 1958)
  - Henryk Mehlberg, polski filozof, logik, metodolog, wykładowca akademicki (zm. 1979)
- 1905:
  - Andy Devine, amerykański aktor (zm. 1977)
  - Donald Robertson, brytyjski lekkoatleta, długodystansowiec (zm. 1949)
- 1906:
  - Adam Daniewicz, polski aktor (zm. 1984)
  - Józef Hebda, polski tenisista (zm. 1975)
  - Aleksandra Stypułkowska, polska prawnik, dziennikarka (zm. 1982)
  - James E. Webb, amerykański urzędnik państwowy (zm. 1992)
- 1907:
  - Iwan Czugunow, radziecki polityk (zm. 1972)
  - Tex Gibbons, amerykański koszykarz (zm. 1984)
  - Józef Klejer, polski aktor, reżyser (zm. 1973)
- 1909:
  - Gyula Bóbis, węgierski zapaśnik (zm. 1972)
  - Shura Cherkassky, amerykański pianista pochodzenia żydowskiego (zm. 1995)
  - Roy Homme, amerykański koszykarz (zm. 2007)
  - Lizzi Natzler, austriacka aktorka, piosenkarka (zm. 1993)
  - Ēriks Pētersons, łotewski piłkarz, hokeista (zm. 1989)
- 1910:
  - Walenty Hartwig, polski internista, endokrynolog, wykładowca akademicki (zm. 1991)
  - Adri van Male, holenderski piłkarz, bramkarz (zm. 1990)
  - Piotr Mankiewicz, polski podporucznik, działacz społeczny (zm. 2016)
  - Kazimierz Mann, polski malarz, grafik (zm. 1975)
  - Juliusz Żuławski, polski pisarz, tłumacz, alpinista (zm. 1999)
- 1911:
  - Jo Jones, amerykański perkusista jazzowy (zm. 1985)
  - Siergiej Mariachin, radziecki generał armii (zm. 1972)
  - Vaughn Monroe, amerykański piosenkarz, trębacz (zm. 1973)
  - Walenty Romanowicz, polski malarz, grafik, rzeźbiarz (zm. 1945)
- 1912:
  - Fernando Belaúnde Terry, peruwiański polityk, prezydent Peru (zm. 2002)
  - Tom Manley, angielski piłkarz (zm. 1988)
  - Dmitrij Mielnik, radziecki polityk (zm. 1969)
  - Peter Walker, brytyjski kierowca wyścigowy (zm. 1984)
- 1913:
  - Elfryda Trybowska, polska działaczka turystyczna, autorka przewodników (zm. 2007)
  - Raimond Valgre, estoński muzyk, kompozytor (zm. 1949)
- 1914:
  - Jerzy Albrecht, polski ekonomista, polityk, prezydent Warszawy, wiceprzewodniczący Rady Państwa, minister finansów (zm. 1992)
  - Aleksandyr Cwetkow, bułgarski szachista (zm. 1990)
  - Josef František, czeski pilot wojskowy, as myśliwski (zm. 1940)
  - Mihailo Lalić, serbski pisarz (zm. 1992)
  - Marian Pilarski, polski harcmistrz, pedagog (zm. 1943)
- 1915:
  - Margarita Aligier, rosyjska poetka pochodzenia żydowskiego (zm. 1992)
  - Roman Jaroszyński, polski plutonowy, żołnierz AK (zm. 1946)
  - Roman Padlewski, polski kompozytor, pianista, skrzypek, dyrygent, muzykolog, uczestnik powstania warszawskiego (zm. 1944)
  - Mario Pretto, włoski piłkarz, trener (zm. 1984)
- 1916:
  - Tadeusz Jąkalski, polski polityk, poseł na Sejm PRL (zm. 1987)
  - Aleksander Pakentreger, polski pułkownik, historyk, pisarz pochodzenia żydowskiego (zm. 2007)
  - Harry Snell, szwedzki kolarz szosowy (zm. 1985)
- 1917:
  - June Allyson, amerykańska aktorka (zm. 2006)
  - Godtfred Holmvang, norweski lekkoatleta, wieloboista (zm. 2006)
- 1918:
  - Guido Aristarco, włoski historyk, teoretyk i krytyk filmowy (zm. 1996)
  - Marek Klingberg, izraelski epidemiolog, agent KGB (zm. 2015)
- 1919:
  - Zelman Cowen, australijski prawnik, polityk, gubernator generalny Australii (zm. 2011)
  - Georges Duby, francuski historyk, wykładowca akademicki (zm. 1996)
  - Erik Elmsäter, szwedzki lekkoatleta, długodystansowiec, biegacz narciarski, kombinator norweski (zm. 2006)
  - Zdzisław Klucznik, polski aktor (zm. 2007)
  - Annemarie Renger, niemiecka polityk, przewodnicząca Bundestagu (zm. 2008)
- 1920:
  - Henryk Baranowski, polski bibliotekarz, bibliograf (zm. 2011)
  - Andrzej Oberc, polski geolog, wykładowca akademicki (zm. 1981)
  - David Ricketts, brytyjski kolarz torowy (zm. 1996)
  - Jack Rowley, angielski piłkarz (zm. 1998)
  - Satyawati Suleiman, indonezyjska historyk, archeolog (zm. 1988)
  - Zofia Więcławówna, polska aktorka, tancerka, reżyserka, choreografka, pedagog (zm. 1994)
- 1921:
  - Raymond Goethals, belgijski piłkarz, trener (zm. 2004)
  - Zbigniew Janowicz, polski prawnik, wykładowca akademicki (zm. 2011)
  - Awraham Melammed, izraelski historyk filozofii, wykładowca akademicki, polityk (zm. 2005)
- 1922:
  - Ryszard Pietruski, polski aktor (zm. 1996)
  - Joanna Walter, polska aktorka, tłumaczka (zm. 1996)
- 1923:
  - Irma Grese, niemiecka zbrodniarka wojenna (zm. 1945)
  - Sune Karlsson, szwedzki żużlowiec (zm. 2006)
  - Maria Krawczyk-Ważyk, polska aktorka (zm. 1998)
  - Zbigniew Ohanowicz, polski generał dywizji (zm. 2001)
  - Břetislav Pojar, czeski reżyser, scenarzysta, animator (zm. 2012)
  - Jean-Paul Riopelle, kanadyjski malarz (zm. 2002)
  - Roman Staniewski, polski geodeta, żołnierz AK, uczestnik powstania warszawskiego (zm. 2021)
- 1926:
  - Marcello Abbado, włoski kompozytor, pianista (zm. 2020)
  - Irena Choryńska, polska montażystka filmowa (zm. 2010)
  - Alex Groza, amerykański koszykarz, trener (zm. 1995)
  - Halina Najder, polska tłumaczka, uczestniczka powstania warszawskiego (zm. 2017)
  - Bolesław Nowak, polski aktor (zm. 2000)
  - Czesław Ryll-Nardzewski, polski matematyk, wykładowca akademicki (zm. 2015)
- 1927:
  - Juan Benet, hiszpański pisarz (zm. 1993)
  - Barbara Biernacka, polska poetka, krytyk literacki, publicystka (zm. 1982)
  - Mykolas Burokevičius, litewski działacz komunistyczny (zm. 2016)
  - Aleksandra Karzyńska, polska aktorka (zm. 2021)
  - Ronald David Laing, szkocki psychiatra (zm. 1989)
  - Al Martino, amerykański aktor, piosenkarz (zm. 2009)
- 1928:
  - Lucien Gillen, luksemburski kolarz szosowy i torowy (zm. 2010)
  - Ali Kafi, algierski polityk, prezydent Algierii (zm. 2013)
  - Lorna Wing, brytyjska psychiatra (zm. 2014)
- 1929:
  - Naima Akef, egipska aktorka, tancerka (zm. 1966)
  - Wiesław Kowalczyk, polski aktor (zm. 1988)
  - Wanda Wolańska, polska lekkoatletka, sprinterka (zm. 2017)
  - Julij Woroncow, radziecki i rosyjski dyplomata (zm. 2007)
- 1930:
  - Adam Brzozowski, polski kompozytor, klarnecista, pedagog
  - Bernard Collomb, francuski kierowca wyścigowy (zm. 2011)
  - Jurij Dubinin, radziecki i rosyjski polityk, dyplomata (zm. 2013)
  - Jean Forestier, francuski kolarz szosowy
  - Edmund Kotarski, polski historyk literatury i kultury, edytor, profesor nauk humanistycznych
  - Jerzy Wojnar, polski pilot szybowcowy, saneczkarz (zm. 2005)
- 1931:
  - Stan Brittain, brytyjski kolarz szosowy
  - Cotton Fitzsimmons, amerykański trener koszykówki (zm. 2004)
  - Maria Schaumayer, austriacka ekonomistka, polityk (zm. 2013)
  - Desmond Tutu, południowoafrykański biskup protestancki, działacz społeczny, laureat Pokojowej Nagrody Nobla (zm. 2021)
- 1932:
  - Willi Egger, austriacki skoczek narciarski (zm. 2008)
  - Joannes Gijsen, holenderski duchowny katolicki, biskup Reykjavíku (zm. 2013)
  - Kwiryna Handke, polska slawistka, varsavianistka (zm. 2021)
  - Elly Lieber, austriacka saneczkarka (zm. 2020)
  - Predrag Matvejević, chorwacki pisarz (zm. 2017)
  - Wojciech Standełło, polski aktor (zm. 2005)
- 1933:
  - Jonathan Penrose, brytyjski szachista (zm. 2021)
  - Henryk Szczepański, polski piłkarz (zm. 2015)
- 1934:
  - Amiri Baraka, amerykański poeta, prozaik, krytyk muzyczny (zm. 2014)
  - Witold Deręgowski, polski polityk, poseł na Sejm RP
  - Lupka Dżundewa, macedońska aktorka (zm. 2018)
  - Alberto Giraldo Jaramillo, kolumbijski duchowny katolicki, arcybiskup Medellín (zm. 2021)
  - Nowiełła Matwiejewa, rosyjska pieśniarka, pisarka, poetka, scenarzystka, autorka sztuk teatralnych, literaturoznawczyni (zm. 2016)
  - Javier Moscoso, hiszpański prawnik, polityk, minister ds. prezydencji, prokurator generalny (zm. 2025)
  - Willie Naulls, amerykański koszykarz (zm. 2018)
- 1935:
  - Thomas Keneally, australijski pisarz
  - Alano Maria Pena, brazylijski duchowny katolicki, arcybiskup metropolita Niterói
  - Spiridon Zurnadzis, grecki prawnik, dziennikarz, polityk, eurodeputowany (zm. 2022)
- 1936:
  - Stefan Dusza, polski duchowny katolicki, pallotyn, wydawca (zm. 2017)
  - Franc Kramberger, słoweński duchowny katolicki, arcybiskup metropolita mariborski
- 1937 – Maria Szyszkowska, polska filozof, wykładowczyni akademicka, polityk, senator RP
- 1938:
  - Carlos Contreras, chilijski piłkarz (zm. 2020)
  - Ann Haydon-Jones, brytyjska tenisistka
  - Zdzisław Kassyk, polski koszykarz, trener, działacz sportowy
  - Wiesław Nowosielski, polski aktor (zm. 2006)
- 1939:
  - Ding Shaoguang, chiński malarz
  - Raimund Harmstorf, niemiecki aktor (zm. 1998)
  - John Hopcroft, amerykański informatyk
  - Harold Kroto, brytyjski chemik, laureat Nagrody Nobla pochodzenia żydowskiego (zm. 2016)
  - Laurent Monsengwo Pasinya, kongijski duchowny katolicki, arcybiskup Kinszasy, kardynał (zm. 2021)
  - Jacques Oudin, francuski polityk (zm. 2020)
  - Witalij Szentalinski, rosyjski dziennikarz, pisarz (zm. 2018)
- 1940:
  - Bronisław Piasecki, polski duchowny katolicki, teolog (zm. 2020)
  - Richard H. Stallings, amerykański polityk
  - Larry Young, amerykański muzyk jazzowy (zm. 1978)
- 1941:
  - Boris Gaganełow, bułgarski piłkarz (zm. 2020)
  - Giuseppe Guerrini, włoski duchowny katolicki, biskup Saluzzo
  - Manuel Pelino, portugalski duchowny katolicki, biskup Santarém
- 1942:
  - Steve Bales, amerykański technik i kontroler lotów NASA
  - Väino Uibo, estoński aktor, polityk, burmistrz Elvy (zm. 2024)
  - Andrzej Zaborski, polski filolog, arabista, afrykanista (zm. 2014)
- 1943:
  - Oliver North, amerykański podpułkownik
  - Bogumiła Wander, polska spikerka i prezenterka telewizyjna, reżyserka filmów dokumentalnych (zm. 2024)
- 1944:
  - Władysław Jasiński, polski polityk, ekonomista, poseł na Sejm RP
  - George Nethercutt, amerykański polityk (zm. 2024)
  - Włodzimierz Nieporęt, polski polityk, poseł na Sejm RP (zm. 2006)
  - Adam Odzimek, polski duchowny katolicki, biskup pomocniczy radomski (zm. 2022)
- 1945:
  - Kevin Godley, brytyjski muzyk, członek zespołów 10cc i Godley & Creme
  - Dymitr Hołówko, polski aktor
  - Józefina Hrynkiewicz, polska polityk, socjolog, poseł na Sejm RP
  - Krystyna Pawłowska, polska architekt
  - Jean-Luc Thérier, francuski kierowca wyścigowy i rajdowy (zm. 2019)
- 1946:
  - Valeria Bufanu, rumuńska lekkoatletka, płotkarka
  - Albert Giger, szwajcarski biegacz narciarski (zm. 2021)
  - Andrzej Jaroszewicz, polski kierowca rajdowy
  - Thomas Parits, austriacki piłkarz, trener
  - Anita Shreve, amerykańska pisarka (zm. 2018)
  - Nadir az-Zahabi, jordański wojskowy, polityk, premier Jordanii
- 1947:
  - Luigi Cocilovo, włoski prawnik, związkowiec, polityk
  - Valdir Espinosa, brazylijski trener piłkarski (zm. 2020)
  - Jan Jarczyk, polski muzyk jazzowy
  - Edward Nawrot, polski duchowny katolicki (zm. 2005)
  - Marek Strzaliński, polski polityk, wojewoda łomżyński i podlaski, poseł na Sejm RP
- 1948:
  - Diane Ackerman, amerykańska pisarka, poetka
  - Geneviève Fraisse, francuska filozof, historyk, feministka, polityk
  - Tadeusz Raszyk, polski duchowny luterański (zm. 2012)
- 1949:
  - Piero Fassino, włoski polityk
  - Bohdan Gadomski, polski dziennikarz, publicysta (zm. 2020)
  - Nikołaj Makarow, rosyjski generał, polityk
  - Kazimierz Nycz, polski samorządowiec, polityk, prezydent Przemyśla, poseł na Sejm RP
  - Gabriel Yared, libański kompozytor muzyki filmowej
- 1950:
  - Hugh Fraser, brytyjski aktor, reżyser teatralny
  - Jakaya Kikwete, tanzański wojskowy, polityk, prezydent Tanzanii
  - Tadeusz Matusiak, polski samorządowiec, prezydent Łodzi
  - Andrzej Mellin, polski aktor, reżyser, pedagog
- 1951:
  - John Mellencamp, amerykański wokalista, kompozytor muzyki filmowej, aktor, reżyser filmowy
  - (lub 1949) Lilija Szewcowa, rosyjska politolog
- 1952:
  - Mary Badham, amerykańska aktorka
  - Martine Billard, francuska polityk
  - Ralf Edström, szwedzki piłkarz
  - Donald Machholz, amerykański astronom (zm. 2022)
  - Władimir Putin, rosyjski prawnik, funkcjonariusz KGB, polityk, premier i prezydent Rosji
  - Jerzy Skrobecki, polski trener siatkówki
  - Marek Zieliński, polski polityk, samorządowiec, poseł na Sejm RP
- 1953:
  - Zbigniew Galec, polski generał dywizji
  - Bogusław Kopczak, polski górnik (zm. 1981)
  - Paweł Nassalski, polski psycholog, publicysta, działacz opozycji antykomunistycznej
  - Maciej Niemiec, polski poeta, prozaik, tłumacz (zm. 2012)
  - Michał Reichert, polski profesor nauk weterynaryjnych
  - Terezo, brazylijski piłkarz (zm. 2013)
  - Tico Torres, amerykański perkusista, członek zespołu Bon Jovi pochodzenia kubańskiego
  - Ronald Worm, niemiecki piłkarz
- 1954:
  - Álvaro de Jesús Gómez, kolumbijski trener piłkarski
  - Paul Yoshinao Ōtsuka, japoński duchowny katolicki, biskup Kioto
  - Carlos Pedro Zilli, brazylijski duchowny katolicki, biskup Bafaty w Gwinei Bissau
- 1955:
  - Bill Foster, amerykański polityk, kongresman
  - Claudio Gugerotti, włoski duchowny katolicki, nuncjusz apostolski
  - Bogumił Luft, polski publicysta, dyplomata
  - Yo-Yo Ma, chiński wiolonczelista
- 1956:
  - José Daniel Falla Robles, kolumbijski duchowny katolicki, biskup Soacha (zm. 2021)
  - Ragga Gísla, islandzka piosenkarka, aktorka
  - Marian Gorynia, polski ekonomista, wykładowca akademicki
  - Keijo Korhonen, fiński skoczek narciarski
  - Alain Perrin, francuski trener piłkarski
  - Zoran Roje, chorwacki piłkarz wodny
  - Wiaczasłau Szwied, białoruski historyk, wykładowca akademicki
- 1957:
  - Gregor Beugnot, francuski koszykarz, trener
  - Wolfgang Brandstetter, austriacki prawnik, polityk
  - Faruk Hadžibegić, bośniacki piłkarz, trener
  - Michael W. Smith, amerykański muzyk, piosenkarz
  - Jayne Torvill, brytyjska łyżwiarka figurowa
- 1958:
  - Bernardo Arévalo, gwatemalski polityk, prezydent Gwatemali
  - Wojciech Drzyzga, polski siatkarz, trener, komentator telewizyjny
  - Judy Landers, amerykańska aktorka, reżyserka i scenarzystka filmowa
  - Julio Alberto Moreno, hiszpański piłkarz
  - Grant Turner, nowozelandzki piłkarz (zm. 2023)
- 1959:
  - Aleksander Adamczyk, polski aktor, mim, artysta kabaretowy
  - Andrzej Marek Borkowski, polski inżynier, geodeta, kartograf (zm. 2021)
  - Simon Cowell, brytyjski łowca talentów, producent telewizyjny
  - Pavol Hudák, słowacki poeta (zm. 2011)
- 1960:
  - Warrington Gillette, amerykański aktor niezawodowy, bankier
  - Viktor Lazlo, francusko-belgijska piosenkarka
  - Marita Payne, kanadyjska lekkoatletka, sprinterka pochodzenia barbadoskiego
- 1961:
  - Matthias Brandt, niemiecki aktor
  - Andrzej Kowalski, polski komandor
  - Dariusz Łukasiewicz, polski historyk, wykładowca akademicki
  - Thomas Perez, amerykański polityk
  - Zlatko Petričević, chorwacki piłkarz, trener, przedsiębiorca
- 1962:
  - Herbert Fritzenwenger, niemiecki biathlonista, biegacz narciarski
  - Dariusz Płaczkiewicz, polski piłkarz, bramkarz, trener
  - Małgorzata Rohde, polska bizneswoman, polityk, poseł na Sejm RP
- 1963:
  - Tatjana Aleksiejewa, rosyjska lekkoatletka, sprinterka
  - Zbigniew Chrzanowski, polski rolnik, polityk, poseł na Sejm RP, eurodeputowany
  - Kool Keith, amerykański raper, producent muzyczny
  - Jarosław Klejnocki, polski prozaik, poeta, krytyk literacki (zm. 2025)
- 1964:
  - Elżbieta Adamiak, polska teolog, feministka
  - Damir Bajs, chorwacki prawnik, polityk
  - Yavuz Bingöl, turecki piosenkarz, aktor
  - Sam Brown, brytyjska piosenkarka, autorka tekstów
  - Ivan Hippolyte, holenderski kick-bokser, trener
  - Tom Jones, angielski piłkarz, trener
  - Andreas Ogris, austriacki piłkarz, trener
  - Katharina Rensch, niemiecka gimnastyczka sportowa
  - Mathias Schersing, niemiecki lekkoatleta, sprinter
  - Paul Stewart, angielski piłkarz
  - Wojciech Sławomir Żukowski, polski nauczyciel, polityk, wojewoda lubelski
- 1965:
  - Juul Ellerman, holenderski piłkarz
  - Wojciech Kaczmarczyk, polski urzędnik państwowy, wykładowca akademicki
- 1966:
  - Marco Beltrami, amerykański kompozytor muzyki filmowej
  - Bronislav Schwarz, czeski policjant, samorządowiec, polityk
  - Cezary Specht, polski komandor
- 1967:
  - Toni Braxton, amerykańska piosenkarka, aktorka
  - Fabrice Moreau, kameruński piłkarz pochodzenia francuskiego
  - Grażyna Tadrzak, polska lekkoatletka, płotkarka
  - Adam Taubitz, niemiecki muzyk jazzowy
- 1968:
  - Luminița Anghel, rumuńska piosenkarka, polityk
  - Shannon Kleibrink, kanadyjska curlerka
  - Marta Otrębska, polska piłkarka
  - Thom Yorke, brytyjski muzyk, wokalista, członek zespołu Radiohead
- 1969:
  - Piotr Albiński, polski pływak
  - Robert Chrząszcz, polski duchowny katolicki, biskup pomocniczy krakowski
  - Grzegorz Daroń, polski muzyk, kompozytor
  - DJ Q-bert, amerykański didżej, kompozytor pochodzenia filipińskiego
  - Yoshihiro Natsuka, japoński piłkarz
  - Karen Nyberg, amerykańska inżynier, astronautka
  - Ard van der Steur, holenderski, prawnik, samorządowiec, polityk
- 1970:
  - Runar Berg, norweski piłkarz
  - Daniel Collins, australijski kajakarz
  - Neil Halstead, brytyjski muzyk, wokalista, autor tekstów, członek zespołów Slowdive i Mojave 3
  - Lisardo, hiszpański aktor, piosenkarz
  - Nicole Ari Parker, amerykańska modelka, aktorka
- 1971:
  - Daniel Boucher, kanadyjski piosenkarz, kompozytor
  - Adrienn Hormay, węgierska szpadzistka
  - Luis Sarmiento, kubański zapaśnik
  - Ismael Urzaiz, hiszpański piłkarz narodowości baskijskiej
- 1972:
  - Giorgio Di Centa, włoski biegacz narciarski
  - Sidney Polak, polski wokalista, autor tekstów, kompozytor, producent muzyczny, perkusista, członek zespołu T.Love
  - Tomasz Stanisławski, polski samorządowiec, starosta goleniowski
  - Loek van Wely, holenderski szachista
- 1973:
  - Dida, brazylijski piłkarz, bramkarz
  - Sami Hyypiä, fiński piłkarz, trener
  - Radosław Kaim, polski aktor
  - Grigol Mgalobliszwili, gruziński polityk, premier Gruzji
  - Hans Peter Minderhoud, holenderski jeździec sportowy
  - Federico Pizzarotti, włoski samorządowiec, burmistrz Parmy
- 1974:
  - Hervé Alicarte, francuski piłkarz
  - Iratxe García Pérez, hiszpańska polityk, eurodeputowana
  - Akihiro Gōno, japoński zawodnik MMA, kick-bokser
  - Monika Hilmerová, słowacka aktorka, piosenkarka
  - Bartłomiej Majzel, polski poeta, podróżnik, krytyk muzyczny
  - Allison Munn, amerykańska aktorka
  - Rusłan Nigmatullin, rosyjski piłkarz, bramkarz
  - Pürewdordżijn Njamlchagwa, mongolski judoka
  - Sanderlei Parrela, brazylijski lekkoatleta, sprinter
  - Charlotte Perrelli, szwedzka piosenkarka, pisarka, prezenterka telewizyjna
- 1975:
  - Satoshi Iwabuchi, japoński tenisista
  - Tim Minchin, australijski komik, aktor, muzyk
  - Ryūzō Morioka, japoński piłkarz
  - Andrij Pawełko, ukraiński polityk, działacz sportowy
  - Artur Siódmiak, polski piłkarz ręczny
  - Agnieszka Szymura, polska judoczka
- 1976:
  - Marc Coma, hiszpański motocyklista rajdowy
  - Edwin Congo, kolumbijski piłkarz
  - Taylor Hicks, amerykański piosenkarz, autor tekstów
  - Marek Kotwica, polski pilot rajdowy
  - Gilberto Silva, brazylijski piłkarz
  - Santiago Solari, argentyński piłkarz
  - Leszek Zawadzki, polski piłkarz, samorządowiec, wójt gminy Jasionówka
- 1977:
  - Sékou Berthé, malijski piłkarz
  - Dan Beutler, szwedzki piłkarz ręczny, bramkarz
  - Lapo Elkann, włoski przemysłowiec
  - Matthew Greywolf, niemiecki gitarzysta, członek zespołu Powerwolf
- 1978:
  - Alesha Dixon, brytyjska piosenkarka, autorka tekstów
  - Omar Benson Miller, amerykański aktor
  - Yukta Mookhey, indyjska modelka, aktorka, zwyciężczyni konkursu Miss World
  - Simon Schoch, szwajcarski snowboardzista
- 1979:
  - Aaron Ashmore, kanadyjski aktor
  - Shawn Ashmore, kanadyjski aktor
  - Audrey Pichol, francuska kolarka BMX
  - Tang Wei, chińska aktorka
- 1980:
  - Matthieu Chalmé, francuski piłkarz
  - Edison Chen, hongkoński piosenkarz, aktor
  - Andriej Diewiatkin, rosyjski szachista
  - Jean-Marc Gaillard, francuski biegacz narciarski
  - Tafai Ioasa, nowozelandzki rugbysta, trener
  - Stanislav Ivanov, mołdawski piłkarz
  - Andriej Kaprałow, rosyjski pływak
  - Nullsleep, amerykański twórca muzyki elektronicznej
  - Ariadna Rokossowska, rosyjska dziennikarka
  - Kristján Örn Sigurðsson, islandzki piłkarz
  - Pantxi Sirieix, francuski piłkarz narodowości baskijskiej
  - Olesia Zykina, rosyjska lekkoatletka, sprinterka i biegaczka średniodystansowa
- 1981:
  - Issa Ba, senegalski piłkarz
  - Wacław Borowiec, polski muzyk, kompozytor
  - Desmon Farmer, amerykański koszykarz
- 1982:
  - Katarzyna Cichopek, polska aktorka niezawodowa, tancerka, prezenterka telewizyjna
  - Jermain Defoe, angielski piłkarz
  - Aneta Kowalska, polska łyżwiarka figurowa
  - Li Yundi, chiński pianista
  - Paweł Piwko, polski piłkarz ręczny
- 1983:
  - Lechosław Jocz, polski językoznawca
  - Flying Lotus, amerykański producent muzyczny
  - Joanne Morgan, brytyjska siatkarka
  - Maksim Trańkow, rosyjski łyżwiarz figurowy
  - Agnieszka Trzeszczak, polska perkusistka
  - Alexandra White, południowoafrykańska wioślarka
  - Katarzyna Zakolska, polska judoczka
  - Merouane Zemmama, marokański piłkarz
- 1984:
  - Matías Córdoba, argentyński piłkarz
  - Jessica Eddie, brytyjska wioślarka
  - Joshua Howatson, kanadyjski siatkarz
  - Tōma Ikuta, japoński aktor, piosenkarz
  - Gualberto Mojica, boliwijski piłkarz
  - Ni Lar San, birmańska lekkoatletka, biegaczka długodystansowa
  - Néstor Ortigoza, paragwajski piłkarz pochodzenia argentyńskiego
  - Simon Poulsen, duński piłkarz
  - Rudnei da Rosa, brazylijski piłkarz
  - Mauro Santambrogio, włoski kolarz szosowy
- 1985:
  - Jana Chochłowa, rosyjska łyżwiarka figurowa
  - Daniel Gimeno-Traver, hiszpański tenisista
  - Mattias Hargin, szwedzki narciarz alpejski
  - Agata Szymczewska, polska skrzypaczka, profesor
  - Anna Zukal, rosyjska narciarka dowolna
- 1986:
  - Tuomas Kiiskinen, fiński hokeista
  - Roguy Méyé, gaboński piłkarz
  - Gunnar Nielsen, farerski piłkarz, bramkarz
  - Bree Olson, amerykańska aktorka pornograficzna
  - Holland Roden, amerykańska aktorka
  - Dicoy Williams, jamajski piłkarz
- 1987:
  - Umaru Bangura, sierraleoński piłkarz
  - Jeremy Brockie, nowozelandzki piłkarz
  - Alex Cobb, amerykański baseballista
  - Damion James, amerykański koszykarz
  - James McArthur, szkocki piłkarz
  - Sam Querrey, amerykański tenisista
  - Jerkebułan Szynalijew, kazachski bokser
- 1988:
  - Diego Costa, hiszpański piłkarz pochodzenia brazylijskiego
  - Dan Ellis, australijski kolarz torowy
  - Ana Miguel Pedro, portugalska prawnik, polityk
  - Issouf Ouattara, burkiński piłkarz
  - Sandro Sirigu, włoski piłkarz pochodzenia niemieckiego
  - Sebastiaan Verschuren, holenderski pływak
- 1989:
  - Erik Akkersdijk, holenderski rekordzista świata w układaniu kostki Rubika
  - Sebastian Kłaczyński, polski hokeista
  - Ofir Marciano, izraelski piłkarz, bramkarz
- 1990:
  - Nicole Beukers, holenderska wioślarka
  - Sebastián Coates, urugwajski piłkarz
  - Marie-Laurence Jungfleisch, niemiecka lekkoatletka, skoczni wzwyż
  - Ayla Kell, amerykańska aktorka
  - Lauritz Schoof, niemiecki wioślarz
- 1991:
  - Simon Cho, amerykański łyżwiarz szybki, specjalista short tracku pochodzenia koreańskiego
  - Nikita Filippow, kazachski lekkoatleta, tyczkarz
  - Ejal Golasa, izraelski piłkarz
  - Stefan Marinovic, nowozelandzki piłkarz pochodzenia chorwackiego
  - Modżtaba Mirzadżanpur, irański siatkarz
  - Mateusz Wilangowski, polski wioślarz
- 1992:
  - Mookie Betts, amerykański baseballista
  - Will Cummings, amerykański koszykarz
  - Wojciech Engelking, polski pisarz, publicysta
  - Johnathan Jordan, amerykański koszykarz
  - Pol Llonch, hiszpański piłkarz
- 1993:
  - Jean-Luc Baker, amerykański łyżwiarz figurowy pochodzenia b
  - Kimberley Bos, holenderska skeletonistka, bobsleistka
  - Aléx Bruno, brazylijski piłkarz
  - Rade Krunić, bośniacki piłkarz
  - Yordan Santa Cruz, kubański piłkarz
  - Nik Stauskas, kanadyjski koszykarz pochodzenia litewskiego
- 1994:
  - Graciela Allende, argentyńska siatkarka
  - Fabio Basile, włoski judoka
  - Jérôme Guihoata, kameruński piłkarz
  - Antonio Luisi, luksemburski piłkarz
  - Mark Ogden, amerykański koszykarz
- 1995:
  - Lyndon Dykes, szkocki piłkarz pochodzenia australijskiego
  - Vladis-Emmerson Illoy-Ayyet, kongijski piłkarz
  - Karol Kisielewski, polski hokeista
  - Mitchel Malyk, kanadyjski saneczkarz
  - Slađana Mirković, serbska siatkarka
  - Petar Stojanović, słoweński piłkarz
- 1996:
  - Lewis Capaldi, szkocki piosenkarz, autor tekstów pochodzenia włoskiego
  - Simone Lee, amerykańska siatkarka
  - Hamidou Traoré, malijski piłkarz
- 1997:
  - Justyna Kaczkowska, polska kolarka torowa
  - Kira Kosarin, amerykańska aktorka, tancerka
  - Sydney Siame, zambijski lekkoatleta, sprinter
  - Vanessa Voigt, niemiecka biathlonistka
- 1998 – Trent Alexander-Arnold, angielski piłkarz
- 1999 – Luca Del Fabbro, włoski biegacz narciarski
- 2000:
  - Roberto Alejandro, meksykański zapaśnik
  - Amadou Danté, malijski piłkarz
  - Aleksandra Gaj, polska judoczka
- 2001:
  - Junior García, honduraski piłkarz
  - Ajdin Hasić, bośniacki piłkarz
- 2002 – Adam Niżnik, polski skoczek narciarski
- 2003 – Alicja Wieniawa, polska aktorka

## Zmarli
- 304 – Justyna z Padwy, dziewica, męczennica, święta (ur. ?)
- 336 – Marek, papież, święty (ur. ?)
- 929 – Karol III Prostak, król zachodniofrankijski (ur. 879)
- 1242 – Juntoku, cesarz Japonii (ur. 1197)
- 1368 – Lionel z Antwerpii, książę Clarence (ur. 1338)
- 1422 – Iwan Włodzimierzowic, książę sierpuchowski (ur. 1381)
- 1540 – Cristoforo Giacobazzi, włoski kardynał (ur. ?)
- 1571:
  - Ali Pasza Muezinowicz, osmański polityk, dowódca wojskowy (ur. ?)
  - Dorota von Sachsen-Lauenburg, królowa Danii i Norwegii (ur. 1511)
- 1581 – Honoriusz I Grimaldi, senior Monako (ur. 1522)
- 1608 – Mikołaj Miechowicki, polski dowódca wojskowy (ur. ?)
- 1612 – Giovanni Battista Guarini, włoski poeta, filozof, dyplomata (ur. 1538)
- 1619 – (lub 1618) Francesco Vendramin, włoski duchowny katolicki, patriarcha Wenecji, kardynał (ur. 1555)
- 1620:
  - Ernest de Croÿ, francuski arystokrata, dowódca wojskowy, marszałek Francji,(ur. ?)
  - Stanisław Żółkiewski, polski szlachcic, pisarz, pamiętnikarz, hetman polny koronny, hetman wielki koronny (ur. 1547)
- 1626 – Paul Bril, flamandzki malarz, grafik (ur. 1554)
- 1637 – Wiktor Amadeusz I, książę Sabaudii (ur. 1587)
- 1683 – Władysław Denhoff, hrabia Świętego Cesarstwa Rzymskiego, pułkownik (ur. 1639)
- 1708 – Guru Gobind Singh, dziesiąty guru Sikhów, mistrz duchowy, wojownik, poeta, filozof (ur. 1666)
- 1709 – Wojciech Bulok, polski zbójnik (ur. ?)
- 1719 – Pierre Rémond de Montmort, francuski matematyk (ur. 1678)
- 1724 – Fryderyk ze Szlezwiku-Holsztyna-Sondenburga-Wiesenburga, niemiecki arystokrata, feldmarszałek cesarski (ur. 1651)
- 1727 – Jeanne Angès Berthelot de Pléneuf, francuska arystokratka (ur. 1698)
- 1742 – Jan Ansgary Czapski, polski szlachcic, polityk (ur. 1699)
- 1747 – Giulia Lama, włoska malarka (ur. ok. 1681)
- 1756 – Johann Nathanael Lieberkühn, niemiecki lekarz, anatom, fizyk (ur. 1711)
- 1772 – John Woolman, amerykański pisarz (ur. 1720)
- 1791 – Maria Franciszka od Pięciu Ran Jezusa, włoska tercjarka franciszkańska, mistyczka, stygmatyczka, święta (ur. 1715)
- 1793 – Wills Hill, brytyjski arystokrata, polityk (ur. 1718)
- 1796 – Thomas Reid, szkocki filozof, metafizyk, etyk (ur. 1710)
- 1839 – Joachim-Jean-Xavier d’Isoard, francuski duchowny katolicki, arcybiskup metropolita Auch, dziekan Roty Rzymskiej, kardynał (ur. 1766)
- 1845:
  - Isabella Colbran, hiszpańska śpiewaczka operowa (sopran koloraturowy) (ur. 1785)
  - John Jackson, brytyjski bokser (ur. 1769)
- 1846 – Adam Zwoliński, polski prawnik, sędzia, notariusz (ur. 1762)
- 1847 – Alexandre Brongniart, francuski geolog, mineralog, paleontolog, chemik, zoolog, wykładowca akademicki (ur. 1770)
- 1848 – George Howard, brytyjski arystokrata, polityk (ur. 1773)
- 1849 – Edgar Allan Poe, amerykański poeta, nowelista, krytyk literacki (ur. 1809)
- 1854 – Adolf Cichowski, polski oficer, uczestnik powstania listopadowego (ur. 1794)
- 1855 – François Magendie, francuski fizjolog, wykładowca akademicki (ur. 1783)
- 1857 – Louis McLane, amerykański prawnik, polityk (ur. 1786)
- 1866 – Robert Field Stockton, amerykański wojskowy, polityk (ur. 1795)
- 1867 – Mohammad Afzal Chan, emir Afganistanu (ur. 1811)
- 1870:
  - Cosimo Corsi, włoski duchowny katolicki, arcybiskup metropolita Pizy, kardynał (ur. 1798)
  - Mario Mattei, włoski kardynał (ur. 1792)
  - Madżid ibn Sa’id, pierwszy sułtan Zanzibaru (ur. 1834)
- 1874 – Karel Boromejský Hanl z Kirchtreu, czeski duchowny katolicki, biskup kralovohradecki pochodzenia niemieckiego (ur. 1782)
- 1879 – William Henry Pope, kanadyjski polityk (ur. 1825)
- 1892 – Thomas Woolner, brytyjski malarz, rzeźbiarz (ur. 1825)
- 1893 – Emil Karl Alexander Flaminius, pruski architekt (ur. 1807)
- 1894 – Oliver Wendell Holmes Sr., amerykański pisarz, lekarz (ur. 1809)
- 1895 – Wojciech Kalinowski, polski aptekarz, polityk, burmistrz Rzeszowa (ur. 1823)
- 1896:
  - Emma Darwin, Brytyjka, żona Charlesa (ur. 1808)
  - John Langdon Down, brytyjski lekarz (ur. 1828)
  - Louis-Jules Trochu, francuski wojskowy, polityk, tymczasowy prezydent Francji (ur. 1815)
- 1897 – Francis William Newman, brytyjski pisarz (ur. 1805)
- 1898 – Władysław Zajączkowski, polski matematyk, wykładowca akademicki (ur. 1837)
- 1900 – Władysław Małachowski, polski fotograf, wynalazca, konstruktor, przemysłowiec (ur. 1837)
- 1901 – Adalbert Wojciech Starczewski, rosyjski dziennikarz, historyk literatury, językoznawca pochodzenia polskiego (ur. 1818)
- 1902 – Johann Felsko, łotewski architekt pochodzenia niemieckiego (ur. 1813)
- 1903 – Rudolf Lipschitz, niemiecki matematyk, wykładowca akademicki (ur. 1832)
- 1905:
  - Pedro Américo, brazylijski malarz, pisarz (ur. 1843)
  - Stanisław Zbrowski, polski działacz socjalistyczny (ur. 1887)
- 1906:
  - Daniel Tarbox Jewett, amerykański prawnik, polityk (ur. 1807)
  - Franz Obratschai, austriacki polityk (ur. 1923)
- 1908 – J.L.C. Pompe van Meerdervoort, holenderski lekarz (ur. 1829)
- 1911:
  - John Hughlings Jackson, brytyjski neurolog, fizjolog, patolog, wykładowca akademicki (ur. 1835)
  - Zofia Trzeszczkowska, polska poetka, tłumaczka (ur. 1847)
  - Ignacy Vogel, polski architekt (ur. 1831)
- 1913:
  - Benjamin Altman, amerykański przedsiębiorca, filantrop, kolekcjoner dzieł sztuki (ur. 1840)
  - Belisario Domínguez, meksykański lekarz, polityk (ur. 1863)
  - Antoni Małecki, polski historyk literatury, historyk mediewista, językoznawca, filolog klasyczny, wykładowca akademicki, heraldyk, dramaturg (ur. 1821)
- 1918:
  - Hubert Parry, brytyjski kompozytor (ur. 1848)
  - Giuseppe Toniolo, włoski ekonomista, socjolog, błogosławiony (ur. 1845)
- 1919 – Alfred Deakin, australijski prawnik, polityk, premier Australii (ur. 1856)
- 1920 – Yves Delage, francuski zoolog, wykładowca akademicki (ur. 1854)
- 1921 – Henryk Markusfeld, polski przedsiębiorca, filantrop pochodzenia żydowskiego (ur. 1853)
- 1923 – Józef Urstein, polski piosenkarz, aktor, konferansjer pochodzenia żydowskiego (ur. 1884)
- 1925 – Christy Mathewson, amerykański baseballista (ur. 1880)
- 1926:
  - Leon Feliks Goldstand, polski bankier, dyplomata pochodzenia żydowskiego (ur. 1871)
  - Emil Kraepelin, niemiecki psychiatra, wykładowca akademicki (ur. 1856)
- 1927:
  - Bolesław Orzechowicz, polski ziemianin, mecenas kultury i sztuki, podróżnik, kolekcjoner, filantrop (ur. 1847)
  - Paul Sérusier, francuski malarz (ur. 1864)
- 1928:
  - Klemens Borys, polski związkowiec, polityk (ur. 1874)
  - Giulio Salvadori, włoski poeta, krytyk literacki, wykładowca akademicki, Sługa Boży (ur. 1862)
  - Maria Strebeyko, polska poetka, tłumaczka (ur. 1837)
- 1929 – Stanisław Maurycy Konstanty Lesser, polski muzyk pochodzenia żydowskiego (ur. 1855)
- 1930:
  - Olav Offerdahl, norweski duchowny katolicki, wikariusz apostolski Norwegii (ur. 1857)
  - Modest Romiszewski, polski generał dywizji (ur. 1861)
- 1931 – Eugen Schmidt, duński wszechstronny sportowiec, działacz sportowy (ur. 1862)
- 1932:
  - Józef Ładowski, polski restaurator pochodzenia żydowskiego (ur. ok. 1900)
  - Eugeniusz Śmiarowski, polski prawnik, polityk, poseł na Sejm RP (ur. 1878)
- 1933 – Joseph Labadie, amerykański związkowiec, polityk, działacz społeczny i anarchistyczny, drukarz, wydawca, eseista, poeta (ur. 1850)
- 1934:
  - Juan José Castañón, hiszpański kleryk, męczennik, błogosławiony (ur. 1916)
  - Ángel Cuartas Cristobal, hiszpański kleryk, męczennik, błogosławiony (ur. 1910)
  - José María Fernández, hiszpański kleryk, męczennik, błogosławiony (ur. 1915)
  - Felix Goldmann, niemiecki rabin, uczony, intelektualista (ur. 1882)
  - Jesús Prieto López, hiszpański kleryk, męczennik, błogosławiony (ur. 1912)
  - Mariano Suárez, hiszpański kleryk, męczennik, błogosławiony (ur. 1910)
  - Gonzalo Zurro Fanjul, hiszpański kleryk, męczennik, błogosławiony (ur. 1912)
- 1936:
  - Jan Grudzień, polski major dyplomowany piechoty (ur. 1894)
  - Zygmunt Kurnatowski, polski ziemianin, działacz gospodarczy (ur. 1858)
- 1937 – Jerzy Klocman, polski inżynier, samorządowiec, działacz społeczny i polityczny pochodzenia żydowskiego (ur. 1873)
- 1939:
  - Józef Bach, polski oficer, kawaler Virtuti Militari (ur. 1898)
  - Harvey Cushing, amerykański neurochirurg (ur. 1869)
  - Roman Skirmunt, białoruski działacz narodowy, polityk, premier Białoruskiej Republiki Ludowej, senator RP (ur. 1868)
- 1940 – Tim Rose-Richards, brytyjski kierowca wyścigowy (ur. 1902)
- 1941:
  - Iwan Florow, radziecki kapitan (ur. 1905)
  - Stanisław Porembalski, polski porucznik, urzędnik samorządowy (ur. 1885)
  - Maria Róża Radziwiłłowa, polska arystokratka, ordynatowa nieświeska (ur. 1863)
  - Konstantin Rakutin, radziecki generał major (ur. 1902)
  - Stefan Seweryn Udziela, polski prawnik, członek Szarych Szeregów (ur. 1911)
- 1942 – Jarosław Wojciechowski, polski architekt, konserwator zabytków (ur. 1874)
- 1943:
  - Eugeniusz Bodo, polski aktor, reżyser, scenarzysta i producent, tancerz, piosenkarz pochodzenia szwajcarskiego (ur. 1899)
  - Radclyffe Hall, brytyjska poetka, pisarka (ur. 1880)
  - Michaił Sołowjow, radziecki młodszy porucznik (ur. 1917)
  - Julian Szczerba, polski major żandarmerii (ur. 1894)
  - Archibald Warden, brytyjski tenisista (ur. 1869)
- 1944:
  - Boris Dworkin, radziecki dowódca wojskowy, działacz komunistyczny (ur. 1944)
  - Rudolf Dziadosz, polski porucznik artylerii, cichociemny (ur. 1910)
  - Józef Śliwicki, polski aktor, reżyser, prezes ZASP (ur. 1867)
- 1947 – Zygmunt Michałowski, polski dyplomata (ur. 1881)
- 1948:
  - Mieczysław Duch, polski major piechoty (ur. 1894)
  - Johan Hjort, norweski biolog morski, zoolog, oceanograf, wykładowca akademicki (ur. 1869)
- 1950:
  - Willis Carrier, amerykański inżynier, wynalazca (ur. 1876)
  - Piet Dickentman, holenderski kolarz torowy (ur. 1879)
- 1951 – Nifont (Sapożkow), rosyjski biskup prawosławny (ur. 1882)
- 1952:
  - Walfrid Hellman, szwedzki strzelec sportowy (ur. 1883)
  - Keisuke Okada, japoński admirał, polityk, premier Japonii (ur. 1868)
  - Franciszek Sawicki, polski duchowny katolicki, filozof, wykładowca akademicki (ur. 1877))
  - Luigi Volta, włoski astronom, matematyk, wykładowca akademicki (ur. 1876)
- 1953:
  - Émile Bouhours, francuski kolarz torowy i szosowy (ur. 1870)
  - Anica Savić Rebac, serbska pisarka, badaczka kultury helleńskiej, tłumaczka, historyk filozofii, wykładowczyni akademicka (ur. 1892)
- 1954 – Józef Opatoszu, polsko-amerykański pisarz pochodzenia żydowskiego (ur. 1886)
- 1955 – Rodolphe William Seeldrayers, belgijski działacz sportowy, prezydent FIFA (ur. 1876)
- 1956 – Talbot Hamlin, amerykański architekt, pisarz (ur. 1889)
- 1957 – Anna Jasińska, polska działaczka polonijna (ur. 1867)
- 1958:
  - Ludwika Dobrzyńska-Rybicka, polska filozof, wykładowczyni akademicka (ur. 1868)
  - Flawian (Iwanow), rosyjski biskup prawosławny (ur. 1889)
- 1959 – Mario Lanza, amerykański śpiewak operowy (tenor), aktor pochodzenia włoskiego (ur. 1921)
- 1960 – Jan Zahradníček, czeski poeta, działacz antykomunistyczny (ur. 1905)
- 1961 – Borys Pigarewicz, radziecki i polski generał (ur. 1898)
- 1962 – Henri Oreiller, francuski narciarz alpejski, kierowca rajdowy (ur. 1925)
- 1963 – Iwan Szmalgauzen, rosyjski biolog, zoolog, ewolucjonista (ur. 1884)
- 1964:
  - Sidney Cross, brytyjski gimnastyk (ur. 1891)
  - Charles Davey, brytyjski kolarz szosowy (ur. 1886)
  - Bernhard Goetzke, niemiecki aktor (ur. 1884)
  - Jewgienij Varga, węgierski i radziecki polityk, ekonomista, marksista (ur. 1879)
- 1965 – Jesse Douglas, amerykański matematyk, wykładowca akademicki pochodzenia żydowskiego (ur. 1897)
- 1966 – Hans Meulengracht-Madsen, duński żeglarz sportowy (ur. 1885)
- 1967:
  - Norman Angell, brytyjski dziennikarz, polityk, laureat Pokojowej Nagrody Nobla (ur. 1872)
  - Thor Henning, szwedzki pływak (ur. 1894)
- 1968 – Józef Maślanka, polski polityk, minister administracji publicznej (ur. 1883)
- 1969:
  - Otakar Kubín, czeski malarz, rzeźbiarz, grafik (ur. 1883)
  - Léon Scieur, belgijski kolarz szosowy (ur. 1888)
- 1970:
  - Jewgienij Łoginow, radziecki marszałek lotnictwa, polityk (ur. 1907)
  - Aleksei Müürisepp, estoński polityk komunistyczny (ur. 1902)
  - Aleksandr Suchomlin, radziecki generał porucznik (ur. 1900)
- 1971:
  - Jimmy Gallagher, amerykański piłkarz pochodzenia szkockiego (ur. 1901)
  - Wilfred Tomkinson, brytyjski wiceadmirał (ur. 1877)
- 1972:
  - Charles F. Curry (młodszy), amerykański polityk (ur. 1893)
  - Erik Eriksen, duński polityk, premier Danii (ur. 1902)
- 1974 – Jerzy Starościak, polski prawnik, polityk, poseł na Sejm PRL (ur. 1914)
- 1975 – John Mallas, amerykański inżynier komputerowy, astronom amator (ur. ?)
- 1976:
  - Martin Bodin, szwedzki operator filmowy (ur. 1903)
  - Jean Sardier, francuski pilot wojskowy, as myśliwski (ur. 1897)
  - Aarne Tarkas, fiński aktor, reżyser, scenarzysta i producent filmowy (ur. 1923)
- 1977 – Józef Mazurkiewicz, polski historyk prawa, wykładowca akademicki (ur. 1904)
- 1978 – Henry Corbin, francuski filozof, iranista, tłumacz, wykładowca akademicki (ur. 1903)
- 1979:
  - Henryk Matwiszyn, polski aktor (ur. 1932)
  - Jerzy Petersburski, polski kompozytor pochodzenia żydowskiego (ur. 1895)
- 1980:
  - Carl Frederick Falkenberg, kanadyjski pilot wojskowy, as myśliwski (ur. 1897)
  - Bolesław Mierzejewski, polski aktor (ur. 1887)
- 1981 – Krzysztof Serkowski, polski astronom, wykładowca akademicki (ur. 1930)
- 1982 – Ignacy Tłoczek, polski architekt, urbanista, wykładowca akademicki (ur. 1902)
- 1983:
  - George O. Abell, amerykański astronom, wykładowca akademicki (ur. 1927)
  - Christophe Soglo, dahomejski (beniński) generał, polityk, premier i prezydent Dahomeju (ur. 1909)
- 1984 – Jan Rudnicki, polski aktor (ur. 1905)
- 1985:
  - Zigmas Jukna, litewski wioślarz, mistrz olimpijski (ur. 1935)
  - John Kent, kanadyjski pilot wojskowy, as myśliwski, dowódca 1 Polskiego Skrzydła Myśliwskiego (ur. 1914)
- 1986 – Jerzy Łojek, polski historyk, działacz opozycji antykomunistycznej (ur. 1932)
- 1988 – Sándor Bíró, węgierski piłkarz (ur. 1911)
- 1989 – Aleksanteri Saarvala, fiński gimnastyk (ur. 1914)
- 1990:
  - Klara Badano, włoska błogosławiona (ur. 1971)
  - Bellarmino Bagatti, włoski franciszkanin, archeolog (ur. 1905)
  - Małgorzata Doliwa-Dobrowolska, polska pianistka, pedagog (ur. 1908)
  - Cat Thompson, amerykański koszykarz, trener (ur. 1906)
- 1991:
  - Natalia Ginzburg, włoska działaczka komunistyczna, pisarka pochodzenia żydowskiego (ur. 1916)
  - Walerian Pańko, polski prawnik, nauczyciel akademicki, polityk, poseł na Sejm kontraktowy, prezes NIK (ur. 1941)
  - Janusz Smogorzewski, polski fotograf, fotoreporter (ur. 1904)
- 1992:
  - Allan Bloom, amerykański filozof polityczny (ur. 1930)
  - Tevfik Esenç, turecki rolnik pochodzenia ubyskiego (ur. 1904)
- 1993:
  - Cyril Cusack, irlandzki aktor (ur. 1910)
  - Agnes de Mille, amerykańska tancerka, choreografka (ur. 1905)
- 1994:
  - James Hill, brytyjski reżyser filmowy (ur. 1919)
  - Niels K. Jerne, brytyjski immunolog pochodzenia duńskiego, laureat Nagrody Nobla (ur. 1911)
  - Marian Korczak, polski polityk, poseł na Sejm RP (ur. 1930)
  - Halina Licnerska, polska polityk, poseł na Sejm RP (ur. 1952)
  - Wanda Sokołowska, polska polityk, poseł na Sejm RP (ur. 1940)
  - Maria Trzcińska-Fajfrowska, polska lekarka, polityk, poseł na Sejm RP (ur. 1937)
- 1995:
  - Emmanuelle Del Vecchio, brazylijski piłkarz (ur. 1934)
  - Gérard de Vaucouleurs, francusko-amerykański astronom (ur. 1918)
- 1996 – Wiesław Górnicki, polski podpułkownik, pisarz, dziennikarz, reportażysta, felietonista (ur. 1931)
- 1997 – Leszek Polessa, polski aktor, reżyser teatralny (ur. 1935)
- 1999:
  - David Huffman, amerykański informatyk (ur. 1925)
  - Karol Nicze, polski pianista (ur. 1944)
- 2000 – Bolesław Nowak, polski aktor (ur. 1926)
- 2001:
  - Zygmunt Albert, polski lekarz patolog, wykładowca akademicki (ur. 1908)
  - Mongo Beti, kameruński pisarz (ur. 1932)
  - Herbert Block, amerykański rysownik, karykaturzysta (ur. 1909)
  - Jan Hasik, polski gastroenterolog, dietetyk, fitoterapeuta, wykładowca akademicki (ur. 1922)
  - Stewart Imlach, szkocki piłkarz (ur. 1932)
  - Alfreda Poznańska, polska rzeźbiarka, działaczka opozycji antykomunistycznej (ur. 1939)
  - Janusz Żernicki, polski poeta (ur. 1939)
- 2002 – Paweł Sikora, polski antropolog, wykładowca akademicki (ur. 1912)
- 2003 – Mirosláv Cipro, czeski filozof, wykładowca akademicki (ur. 1918)
- 2004:
  - Przemysław Bystrzycki, polski pisarz, cichociemny (ur. 1923)
  - Miki Matsubara, japońska piosenkarka (ur. 1959)
- 2006:
  - Walek Dzedzej, polski muzyk, członek zespołu Walek Dzedzej Pank Bend, bard, poeta (ur. 1953)
  - Anna Politkowska, rosyjska dziennikarka opozycyjna, obrończyni praw człowieka (ur. 1958)
- 2007:
  - Norifumi Abe, japoński motocyklista wyścigowy (ur. 1975)
  - Luciana Frassati-Gawrońska, włoska działaczka społeczna, kurierka Rządu RP na uchodźstwie (ur. 1902)
  - Jiřina Steimarová, czeska aktorka (ur. 1916)
- 2008:
  - George Emil Palade, amerykański cytolog pochodzenia rumuńskiego, laureat Nagrody Nobla (ur. 1912)
  - Adam Śmigielski, polski duchowny katolicki, biskup sosnowiecki (ur. 1933)
- 2009:
  - Irving Penn, amerykański fotograf (ur. 1917)
  - Grzegorz Roszko, polski poeta, malarz, muzyk (ur. 1940)
- 2010:
  - Lupczo Jordanowski, macedoński sejsmolog, polityk, p.o. prezydenta Macedonii Północnej (ur. 1953)
  - Sławomir Lewandowski, polski aktor (ur. 1949)
  - Marek Jerzy Moszyński, polski rzeźbiarz, pedagog (ur. 1937)
  - Milka Planinc, chorwacka polityk, premier Jugosławii (ur. 1924)
- 2011:
  - Ramiz Alia, albański polityk, prezydent Albanii (ur. 1925)
  - Joseph Larch, włoski wspinacz (ur. 1930)
  - Andrew Laszlo, amerykański operator filmowy (ur. 1926)
  - Enrique Monsonís, hiszpański polityk (ur. 1931)
  - Wacław Wieczorek, polski pilot sportowy (ur. 1958)
- 2012:
  - Aleksander Ford, polski aktor (ur. 1944)
  - Jan Światowiec, polski generał dywizji (ur. 1925)
- 2013:
  - Zygmunt Adamski, polski reżyser filmów dokumentalnych (ur. 1920)
  - Jorgos Amerikanos, grecki koszykarz, trener (ur. 1942)
  - Patrice Chéreau, francuski reżyser filmowy (ur. 1944)
  - Joanna Chmielewska, polska pisarka (ur. 1932)
  - Leon Kujawski, polski żużlowiec, trener (ur. 1956)
- 2014:
  - Siegfried Lenz, niemiecki pisarz (ur. 1926)
- 2015:
  - Jerzy Stanisław Czajkowski, polski poeta, publicysta (ur. 1931)
  - Dominique Dropsy, francuski piłkarz (ur. 1951)
  - Harry Gallatin, amerykański koszykarz (ur. 1927)
  - Arthur Woods, nowozelandzki rugbysta (ur. 1929)
  - Jurelang Zedkaia, marszalski polityk, prezydent Wysp Marshalla (ur. 1950)
- 2016:
  - Anne Pashley, brytyjska lekkoatletka, sprinterka (ur. 1935)
  - Wolfgang Suschitzky, brytyjski fotograf, operator filmowy pochodzenia austriackiego (ur. 1912)
- 2017:
  - George Dempsey, amerykański koszykarz (ur. 1929)
  - Jim Landis, amerykański baseballista (ur. 1934)
  - Wacław Świerzawski, polski duchowny katolicki, biskup sandomierski (ur. 1927)
- 2018:
  - Henryk Dzido, polski prawnik, adwokat, polityk, senator RP (ur. 1941)
  - Oleg Pawłow, rosyjski pisarz, krytyk literacki (ur. 1970)
  - Wojciech Szuppe, polski siatkarz, trener (ur. 1931)
  - Celeste Yarnall, amerykańska aktorka (ur. 1944)
- 2019:
  - Janusz Kondratiuk, polski reżyser i scenarzysta filmowy (ur. 1943)
  - Neale Lavis, australijski jeździec sportowy (ur. 1930)
  - Ryszard Rachwał, polski piłkarz (ur. 1939)
  - Ella Vogelaar, holenderska działaczka związkowa, polityk, minister ds. mieszkalnictwa, wspólnot i integracji (ur. 1949)
- 2020:
  - Marian Dziura, polski piłkarz ręczny (ur. 1941)
  - Mario Molina, meksykański chemik atmosfery, laureat Nagrody Nobla (ur. 1943)
  - Adam Nowak, polski duchowny katolicki (ur. 1927)
  - Krzysztof Rudziński, polski menadżer, urzędnik państwowy (ur. 1959)
  - Piotr Wowry, polski duchowny luterański, teolog, ekumenista (ur. 1963)
- 2022:
  - Ronnie Cuber, amerykański saksofonista jazzowy (ur. 1941)
  - Bulus Mundżid al-Haszim, libański duchowny maronicki, nuncjusz apostolski, arcybiskup Baalbek-Dajr al-Ahmar (ur. 1934)
  - Horst Hülß, niemiecki piłkarz, trener (ur. 1938)
  - Toshi Ichiyanagi, japoński pianista, kompozytor (ur. 1933)
  - Art Laboe, amerykański didżej, prezenter radiowy (ur. 1925)
  - Bill Nieder, amerykański lekkoatleta, kulomiot (ur. 1933)
  - Jure Robežnik, słoweński pianista, kompozytor (ur. 1933)
- 2023:
  - Maruf al-Bachit, jordański generał, polityk, premier Jordanii (ur. 1947)
  - Terence Davies, brytyjski reżyser i scenarzysta filmowy (ur. 1945)
  - Oldřich Pelčák, czeski pilot wojskowy, astronauta (ur. 1943)
- 2024:
  - Iona Andronow, rosyjski dziennikarz, pisarz, publicysta, scenarzysta filmowy (ur. 1934)
  - Zenon Błądek, polski architekt (ur. 1926)
  - Emilio Gabaglio, włoski związkowiec, polityk, sekretarz generalny Europejskiej Konfederacji Związków Zawodowych (ETUC) (ur. 1937)
  - Cissy Houston, amerykańska piosenkarka (ur. 1933)
  - Recai Kutan, turecki inżynier, polityk, minister budownictwa i osadnictwa (ur. 1930)